# Sabu Martinez
Louis „Sabu“ Martinez (* 14. Juli 1930 in New York City; † 13. Januar 1979 in Stockholm) war ein amerikanischer Perkussionist, der vor allem an den Congas hervorgetreten ist. Er gilt als ein zentraler Musiker des frühen Latin Jazz.

## Leben und Wirken
Martinez begann bereits mit elf Jahren, in einem Trio jede dritte Nacht für Geld in Manhattan aufzutreten. Dann spielte er in den Orchestern von Marcelino Guerra und Catalino Rolón. 1944 verbrachte einige Zeit in Puerto Rico, bevor er seinen Wehrdienst ableistete. Anschließend spielte er im Trio des Mambo-Pioniers Joe Loco und trat daneben ab 1946 gelegentlich mit Art Blakey  auf, mit dem er auch ins Plattenstudio ging; so trug er am Ende der 1950er Jahre entscheidend zu dessen Alben Orgy in Rhythm und Holiday for Skins bei.
1948 ersetzte er Chano Pozo im Orchester von Dizzy Gillespie; im Folgejahr trat er auch mit Benny Goodman auf. Innerhalb der nächsten Dekade spielte er mit Charlie Parker, Duke Ellington, Count Basie, J. J. Johnson, Horace Silver, Thelonious Monk, Charles Mingus, Mary Lou Williams, Lionel Hampton, Noro Morales, Marcelino Guerra, Esy Morales, den Lecuona Cuban Boys, Miguelito Valdés und Tito Rodríguez auf. Weiterhin begleitete er die Sänger Tony Bennett, Sammy Davis, Jr., und Harry Belafonte. Eine Heroinsucht überschattete diese Zeit. 
Ab 1957 leitete er eigene Bands, mit denen er bis 1958 drei herausstechende perkussionsdominierte Alben einspielte. 1960 folgte das Album Jazz Espagnole. Er zog dann nach Puerto Rico, wo er unter anderem mit dem Orchester von Johnny Conquet arbeitete. Dort lernte er seine künftige Frau, eine Schwedin, kennen, mit der er 1967 nach Schweden zog.
Dort arbeitete er mit Lill Lindfors, Cornelis Vreeswijk, Merit Hemmingson, der schwedischen Radiojazzgruppen, Bengt-Arne Wallin, der Eero Koisvistoinen Music Society, Ivan Oscarsson, Mads Vinding, Bernt Rosengren (First Move) und Juhani Aaltonen/Otto Donner, aber auch mit Art Farmer, George Russell (The Essence of George Russell,  Vertical Form VI), Tony Scott (Manteca), Ed Thigpen, Charlie Mariano, Rick Kiefer und Greetje Kauffeld. Ferner kam es zu Kollaborationen mit der Kenny Clarke/Francy Boland Big Band (Latin Kaleidoscope) und mit Peter Herbolzheimers Rhythm Combination & Brass (Wide Open). Ab 1973 leitete er seine Gruppe Burnt Sugar. Er starb an den Folgen einer Krebserkrankung.

## Diskographische Hinweise
- Palo Congo (Blue Note 1957, mit u. a. Arsenio Rodríguez)
- Sorcery! (1958)
- Safari with Sabu (Vix 1958, mit Gene Allen, Cecil Payne, Jack Hitchcock, Oscar Pettiford, Ray Barretto, Evelio Quintero, Ray Romero, Steve Berrios)
- Jazz Espagnole (Alegre Records 1960, mit Marty Sheller, Bobby Porcelli, Arty Jenkins, Bill Salter, Ernie Newsum, Louie Ramirez)
- Groovin' with Sabu Martinez (Metronome 1968, mit Rune Gustafsson, Sture Nordin)
- Sabu Martinez och Björbobandet Aurora Borealis (Coop 1971, mit Sege Johansson, Göte Magnusson, Lollo Berglund, Sigge Ferm, Olle Redhe, Evald Karlsson, Olle Moberg, Lennart Lundberg, Hans-Olov Berglund, Sven-Olof Andersson, Filip Jansson, Acke Sundberg, Thord Önnerud, Arne Lidman, Bertil Spåman, Rolf Hedéen, Pierre Svärd, Gösta Norell, Lars Christians, Johnny Martinez, John Haglund)
- Afro Temple (Grammofonverket 1973, mit Christer Boustedt, Bernt Rosengren, Red Mitchell, Ali Lundbohm, Stephen Möller, Per Arne Almeflo, Conny Lundström, Johnny Martinez, Bo Östen Svensson, Peter Perlowsky, Christina Martinez, Margarita Martinez)
- Burned Sugar (Mellotronen 2008, mit Bernt Rosengren, Wlodek Gulgowski, Jan Bergman, Kåre Ström, Bo Östen Svensson, Johnny Martinez, Fredrik Norén, Stephan Möller, Petur Island Östlund, rec. 1973–74)
- Sabu Martinez / Sahib Shihab Winds & Skins (Mellotronen 2008, mit Christer Boustedt, Palle Danielsson, Daoud Amin, Ivan Krillzarin, Johnny Martinez, René Martinez, rec. 1967–68)